# Susan Pedersen
Susan Pedersen (Estados Unidos, 16 de octubre de 1953) es una nadadora estadounidense retirada especializada en pruebas de estilo libre, donde consiguió ser campeona olímpica en 1968 en los 4 x 100 metros.

## Carrera deportiva
En los Juegos Olímpicos de México 1968 ganó la medalla de oro en los relevos de 4 x 100 metros estilos —por delante de Australia y Alemania Occidental— y en los 4 x 100 metros libre, por delante de Alemania del Este y Canadá; y en cuanto a las pruebas individuales, ganó dos medallas de plata: en 100 metros libre —tras su compatriota Jan Henne, y en 200 metros estilos, de nuevo por detrás de otra estadounidense Claudia Kolb.
Y en los Juegos Panamericanos de 1967 celebrados en la ciudad canadiense de Winnipeg ganó tres medallas de plata: en 800 metros libre, y en 200 y 400 metros estilos.